# Всеволожский, Александр Всеволодович
Александр Всеволодович Всеволожский (1793—1864) — брат Н. В. Всеволожского; петербургский знакомый Пушкина. Член литературно-политического общества «Зелёная лампа», любитель театра и литературы.

## Биография
Старший сын В. А. Всеволожского и Е. Н. Бекетовой. Родился 14 (25) сентября 1793 года.
В сентябре 1812 года вступил урядником в конный полк Нижегородского ополчения. С 1813 года — корнет; был адъютантом князя Р. И. Багратиона. Участвовал в зарубежных походах и в сражениях в 1813—1814 годах: «в действительных сражениях» 1813 года под Дрезденом 5, 10, 14 и 17 октября; с 22 декабря 1813 года по 21 апреля 1814 года — «при блокаде крепости Гамбурга»; 1 и 14 января — «при занятии ложементов при селениях Епендорф, Гогелюфт и Ельмсбютель», за что был награждён орденом Святой Анны 3-й степени; 5, 11 и 15 февраля — «при атаке на Эльбе при взятии островов Нейгоф, Росса, Вильгельмбург и Марьенвердер»; 23 апреля — «при атаке постов при селениях Епендорф, Гогелюфт и Ельмсбютель» и 19 мая — в ночных экспедициях по островам «Нейгоф, Росса, Вильгельмбург и Марьенвердер». Был награждён орденом Святого Владимира 4-й степени с бантом за участие в занятии Гамбурга. В 1816 году был переведён в Павлоградский гусарский полк, затем в Кавалергардский и 12 апреля назначен адъютантом к генерал-адъютанту Закревскому. В 1817 году — поручик. В 1819 году произведён в штаб-ротмистры и в этом же году уволился с военной службы.
В 1821 году был причислен к московскому архиву коллегии иностранных дел с переименованием в коллежские советники. С 1822 — камер-юнкер; в 1827 году произведён в надворные советники, в 1832 — в коллежские советники с причислением к Азиатскому департаменту МИД. С 1833 года — камергер, с 1836 — чиновник особых поручений при главноуправляющем над Почтовым департаментом; с 1837 года — церемониймейстер. В 1841 году был произведён в чин действительного статского советника. В 1842 году награждён орденом Св. Владимира 3-й степени; в 1845 году был возвращён из церемониймейстера в камергеры.
В 1823 году Грибоедов одним из первых посвятил Всеволожского в свои занятия организацией русского общества по торговле с Персией, рассчитывая на его поддержку. Семейство Всеволожских располагало значительными финансовыми средствами; недалеко от Астрахани оно имело огромное имение. Однако хозяйство Всеволожских, обремененное долгами, находилось на грани банкротства, вследствие чего идея Грибоедова в то время не была осуществлена. 

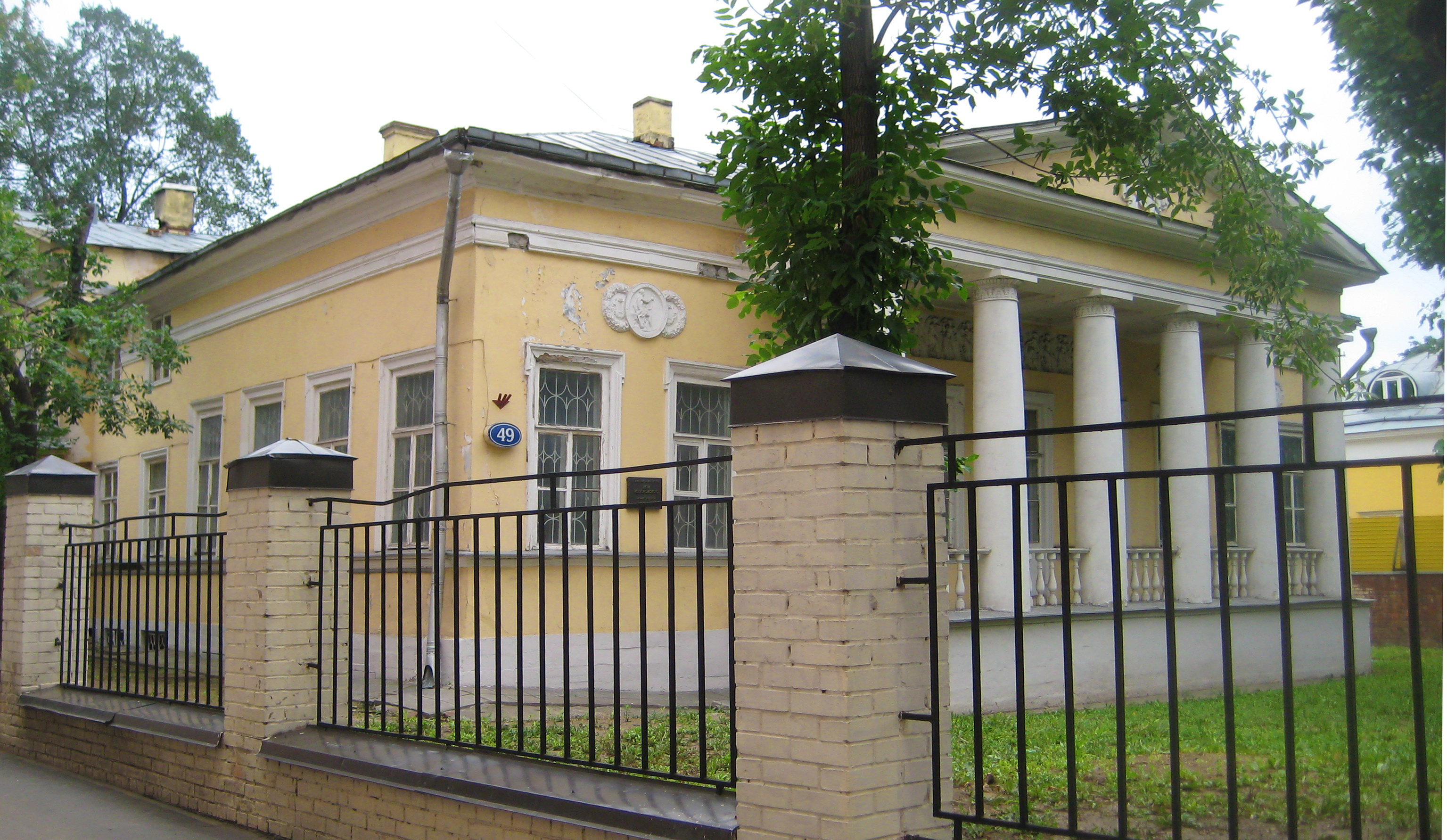
Особняк А.В. Всеволжского на Остоженке

Всеволожский оказал Грибоедову помощь во время ареста по делу декабристов, за что Грибоедов благодарил в письме к нему от 19.3.1827; Всеволожский вместе с А. А. Жандром провожал Грибоедова в 1826 году в Персию.
13 декабря 1836 года в доме А. В. Всеволжского было устроено чествование М. И. Глинки, на котором Михаил Виельгорский, Пётр Вяземский, Василий Жуковский и А. С. Пушкин сочинили приветственный «Канон в честь М. И. Глинки». Музыка принадлежала Владимиру Одоевскому.
В 1843 году приступил к разработке каменноугольных месторождений; в 1845 — начал постройку железной дороги от них до Камы, но не смог довести это дело до конца. С 1849 года, после раздела имений с братом, жил в Пожевском заводе в Пермской губернии. Член пермского губернского комитета по улучшению быта помещичьих крестьян.
Похоронен в Москве в Новодевичьем монастыре вместе с женой. Могилы уничтожены.

## Семья
С семьей Всеволожского был хорошо знаком Пушкин. Он намеревался вывести «дом Всеволожских» в неосуществленном романе «Русский Пелам» (1834—1835).
Жена (с 16 ноября 1820 года) — княжна Софья Ивановна Трубецкая (25.07.1800—31.07.1852), дочь князя Ивана Дмитриевича Трубецкого от брака его с  Екатериной Александровной Мансуровой. В ноябре А. Я. Булгаков сообщал из Москвы брату:

 На днях была свадьба молодого Всеволожского, что был адъютантом у Закревского, с меньшой княжной Трубецкой. За нею теперь 1000 душ и на 100 тысяч приданого, а там дадут еще другие 1000 душ, а жених с трудом мог у отца оттянуть материнское имение.
 Скончалась от чахотки во Франкфурте-на-Майне. В браке имели 10 детей:
- Дмитрий Александрович (21.10.1821–26.04.1902), камергер; женат на княжне Екатерине Николаевне Трубецкой (ум. 1914).
- Всеволод Александрович (14.12.1822–03.03.1888), поручик; женат на Лидии Александровне Талызиной (1833—1891).
- Елизавета Александровна (12.11.1823–20.02.1829)
- Владимир Александрович (11.10.1824–07.06.1880), статский советник; 1-я жена (с 11 ноября 1851 года)[5] — Анастасия Сергеевна Суровщикова (1835—1855), 2-я жена — Елена Михайловна Обольянинова.
- Борис Александрович (27.12.1825–15.07.1826)
- Мария Александровна (03.07.1827–28.02.1829)
- Ольга Александровна (21.12.1828—27.03.1830[6])
- Екатерина Александровна (21.05.1833–14.10.1906), замужем не была.
- Иван Александрович (21.03.1835–28.10.1909), директор императорских театров, обер-гофмейстер.
- Павел Александрович (10.09.1839–16.08.1898), действительный статский советник, основатель города Всеволожска[1].

## Награды
- Орден Святой Анны 3-й степени (в декабре 1815 года был заменён на 4-ю степень) — 28 января 1814 года
- Орден Святого Владимира 4-й степени с бантом — 1814 год
- Орден Святого Владимира 3-й степени — 1842 год
- Орден Святого Иоанна Иерусалимского[7]
- Медаль «За взятие Парижа» — 1826 год
- Знаки отличия беспорочной службы: XV лет, XX лет, XXV лет[1]